# Kalevi Lehtovirta
Kalevi Valdemar Lehtovirta (né le 20 février 1928 à Turku en Finlande, et mort le 10 janvier 2016) est un joueur de football, de hockey sur glace et de bandy finlandais.
Surnommé Kale, il est surtout connu pour sa carrière de footballeur (il est élu footballeur finlandais de l'année en 1951).

## Biographie
Lehtovirta a joué pour le Turun Pyrkivä, Turun Weikot, Turun Palloseura et le Turun Toverit en Finlande. À partir de 1947, il fait ses débuts avec l'équipe de Finlande, et fait partie de l'effectif finlandais des JO d'Helsinki de 1952.
Après l'acquisition d'une certaine renommée internationale, il se décide à partir jouer en France. Kalevi Lehtovirta fait alors partie des premiers joueurs professionnels (avec Aulis Rytkönen et Nils Rikberg partis joués au Toulouse FC). Il s'engage en 1953 au Red Star Olympique, où il reste jusqu'en 1957, avant de rentrer en Finlande. Il termine au rang de meilleur buteur du championnat de Finlande lors de la saison 1958 avec 17 buts (à égalité avec Kai Pahlman) et met fin à sa carrière internationale un an plus tard en 1959, avec un total de 13 buts inscrits en 44 matchs.